# Atsuko Maeda
Atsuko Maeda (前田 敦子 Maeda Atsuko?,  Ichikawa, Prefectura de Chiba, 10 de julio de 1991) es una ex-Idol, cantante y actriz japonesa. Es conocida por haber sido miembro del grupo femenino AKB48, donde formó parte del Equipo A. Maeda fue una de los miembros más prominentes del grupo; se posicionó en el puesto número uno durante las elecciones generales de 2009 y 2011, mientras que en las elecciones de 2010 se posicionó en el segundo lugar. También ha aparecido en muchas de las portadas de los sencillos del grupo. El 25 de marzo de 2012, Maeda anunció su graduación de AKB48, la cual se llevó a cabo el 27 de agosto del mismo año. Desde su graduación, se ha mantenido activa como cantante y actriz.

## Biografía

### Primeros años
Maeda nació el 10 de julio de 1991 en la ciudad de Ichikawa, prefectura de Chiba. En octubre de 2005, a la edad de catorce años, participó en la primera audición de AKB48 y fue una de las 24 jóvenes de 7.924 aplicantes que aprobaron, siendo también una de sus miembros fundadores. Debutó con el grupo el 8 de diciembre de 2005 como parte del Equipo A. En 2009, Maeda se posicionó en el primer lugar durante las elecciones generales de AKB48, lo que dio como resultado que fuera escogida como la intérprete líder del decimotercer sencillo del grupo, Iiwake Maybe.

### Carrera

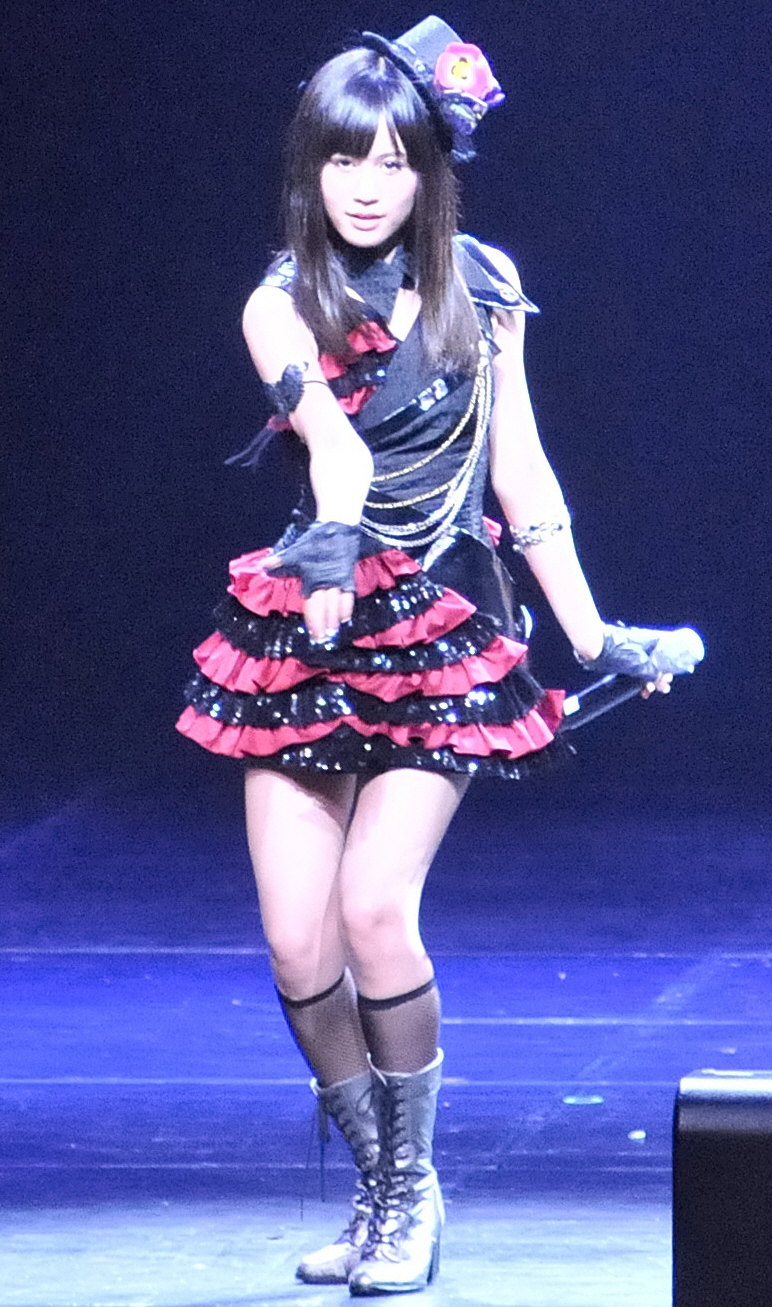
Maeda en junio de 2011.

En 2010, Maeda se posicionó en el segundo lugar durante las elecciones generales, pero aun así mantuvo una posición coreográfica importante en el sencillo Heavy Rotation. Más tarde ese mismo año, AKB48 empleó un torneo de piedra, papel o tijera para determinar el primer lugar en el decimonoveno sencillo, Chance no Junban. Maeda obtuvo el lugar número quince, asegurando así su participación en dicho sencillo. Maeda también ganó la tercera elección general del grupo, la cual fue celebrada en 2011.
Maeda fue una de los miembros que participó en cada canción de AKB48 desde el inicio del grupo. Sin embargo, su racha de apariciones terminó en 2011, cuando perdió ante la capitana del Equipo K, Sayaka Akimoto, en un torneo de piedra, papel o tijera que determinó quienes aparecerían en el sencillo número 24 del grupo, Ue Kara Mariko.
El 25 de marzo de 2012, durante un concierto de AKB48 en el Saitama Super Arena, Maeda anunció que se graduaría del grupo. El anuncio causó un gran revuelo entre los fanáticos de AKB48 y dio origen a un rumor (más adelante se confirmó que era falso) de que un estudiante de la Universidad de Tokio se había suicidado ante la noticia. AKB48 posteriormente anunció que Maeda abandonaría el grupo tras los conciertos en el Tokyo Dome. Para su actuación final, se presentaron 229,096 solicitudes para los boletos. Su actuación y ceremonia de despedida se llevó a cabo el 27 de agosto en el AKB48 Theatre y se transmitió en vivo en YouTube.

### Carrera en solitario
El 23 de abril de 2011, Maeda anunció que haría su debut en solitario con el sencillo Flower, el cual fue lanzado el 22 de junio. El sencillo fue un éxito comercial; vendió 176.967 copias en su primera semana y se posicionó en el puesto número uno de la Oricon Charts. Su siguiente sencillo, Kimi wa Boku Da, lanzado en junio de 2012, fue el último sencillo de Maeda mientras aún era miembro de AKB48. Kimi wa Boku Da se posicionó en el puesto número dos en las listas de Oricon y alcanzó el número uno en el Japan Hot 100.

## Vida personal
El 30 de julio de 2018, Maeda contrajo matrimonio con el también actor Ryō Katsuji. El primer hijo de la pareja, un varón, nació el 4 de marzo de 2019. La pareja se divorció en abril de 2021.

## Filmografía

### Películas
| Año  | Título                     | Papel                 | Notas              |
| ---- | -------------------------- | --------------------- | ------------------ |
| 2007 | How to Become Myself       | Hinako Hanada         |                    |
| 2007 | Densen Uta                 | Kana Takahashi        |                    |
| 2008 | Nasu Shōnenki              | Megumi Sasahara       |                    |
| 2011 | Moshidora                  | Minami Kawashima      | Principal          |
| 2012 |                            | Yasuko Sakurai        |                    |
| 2013 | 1905                       | N/A                   | Película cancelada |
| 2013 | The Complex                | Asuka Ninomiya        | Principal          |
| 2013 | Tamako in Moratorium       | Tamako Sakai          | Principal          |
| 2013 | Pokémon: Eevee and Friends |                       | Narración          |
| 2013 | Seventh Code               | Akiko                 | Principal          |
| 2014 | Eight Ranger 2             | Saigo Jun             |                    |
| 2014 | As the Gods Will           | Maneki-neko (voz)     |                    |
| 2015 | Kabukicho Love Hotel       | Saya Iijima           | Principal          |
| 2015 | Initiation Love            | Mayuko "Mayu" Naruoka | Principal          |
| 2016 | The Mohican Comes Home     | Yuka                  |                    |
| 2016 | Shin Godzilla              | Refugiada             | Cameo              |
| 2017 | Mukoku                     | Kazuno                |                    |
| 2017 | Before We Vanish           | Asumi Kase            |                    |
| 2017 | The Last Shot in the Bar   | Reiko Suwa            |                    |
| 2018 | Dynamite Graffiti          | Makiko                |                    |
| 2018 | Flea-picking Samurai       | Ochie                 |                    |
| 2018 | Eating Women               | Tamiko Shirako        |                    |

### Televisión
- Swan no Baka!: Sanmanen no Koi (2007)
- Shiori to Shimiko no Kaiki Jikenbo (2008)
- Taiyō to Umi no Kyōshitsu (2008)
- Majisuka Gakuen (2010)
- Ryōmaden (2010)
- Q10 (2010)
- Sakura Kara no Tegami (2011)
- Hanazakari no Kimitachi e (2011)
- Majisuka Gakuen 2 (2011)
- Saikou no Jinsei (2012)
- Kasuka na Kanojo (2013)
- Nobunaga Concerto Episode 3 (2014)
- Leaders (2014) - Misuzu Shimabara
- Kageri Yuku Natsu (2015) como Yu Kahara
- Dokonjō Gaeru (2015)
- Majisuka Gakuen 5 (2015)
- Busujima Yuriko no Sekirara Nikki (2016) - Yuriko Busujima
- Gou Gou, The Cat 2 - Iida (2016)
- Shuukatsu Kazoku(2017)
- Inspector Zenigata (2017) - Detective Natsuki Sakuraba
- Leaders 2 (2017) - Misuzu Shimabara

### Shows de variedades
- AKBingo! (2008–2012)
- Shukan AKB (2009–2012)
- AKB48 Nemōsu TV (2008–2012)
- Gachi Gase (2012)